# 無邪気な妖精たち
『無邪気な妖精たち』（むじゃきなようせいたち、Le fate ignoranti）は、2001年のイタリアのドラマ映画。
監督はフェルザン・オズペテク、出演はマルゲリータ・ブイとステファノ・アコルシなど。
急死した夫に男性の愛人がいたことを知った妻がその愛人や彼を囲む個性的な仲間たちと交流する姿を通して、生死や男女の性を越えた三角関係の中で育まれる愛の形を描いている。
2001年2月に開催された第51回ベルリン国際映画祭のコンペティション部門に出品され、日本では2003年4月から5月にかけて開催された「イタリア映画祭2003」で上映された他、2020年11月から開催された「イタリア映画祭2020」では有料でオンライン配信された。
2022年にはオズペテク監督自らのリメイクで『無邪気な天使たち』としてテレビシリーズ化されている。

## ストーリー
AIDS専門医のアントニアは、ある日、交通事故で愛する夫マッシモを亡くす。失意の中、夫に贈られた絵画「無邪気な妖精たち」のレプリカの裏に書かれたメッセージから、夫に7年も交際している愛人がいることを知る。結婚15年、夫婦仲は良好だったことから、にわかには信じられなかったが、送り主の住所を突き止めて強引に押しかけると、夫の愛人が若い男性ミケーレであると知る。激しいショックを受けたアントニアはミケーレの頬を叩き、その場を後にする。現実を受け止められずにいるアントニアから相談を受けた母ヴェロニカは、かつて9年間、将軍の愛人だった経験から、愛人が男性であると知らないこともあり、その愛人といい友だちになれるのではとアドバイスする。
ミケーレの仲間でAIDSを発症して寝たきりの状態にあるエルネストを診察したことをきっかけに、アントニアはミケーレや彼の個性的な仲間たちと親しくなる。そして、マッシモがミケーレだけでなく、彼の仲間たちとも「もう1つの家族」として充実した生活を送っていたことを知る。ミケーレたちの奔放な生活に戸惑いつつも、アントニアは徐々にミケーレに惹かれていく。一方のミケーレもアントニアを意識するようになる。2人はふとしたことから一線を超えそうになるが、すんでのところで思いとどまる。
そんなある日、アントニアはマッシモの子を妊娠していることを知る。そして、周囲にはアントニアに一目惚れした青年エミールと2人で旅に出たことにして、1人で旅に出る。最後に、ミケーレがいずれはアントニアと再会することを示唆して物語は終わる。

## キャスト
- アントニア: マルゲリータ・ブイ - AIDS専門医。
- ミケーレ: ステファノ・アコルシ - アントニアの夫の愛人。
- セッラ: セッラ・ユルマズ（トルコ語版） - アパートの管理人。移民女性。レズビアン。
- エルネスト: ガブリエル・ガルコ - ミケーレの仲間。AIDSを発症して寝たきり。
- ヴェロニカ: エリカ・ブラン - アントニアの母。口が軽い。
- リッカルド: フィリッポ・ニグロ（イタリア語版） - ミケーレの仲間。スキンヘッド。
- エミール: コライ・カンデミール（トルコ語版） - セッラの弟で旅人。仲間内のアイドル的存在。
- マーラ: ルクレツィア・ヴァリア - ミケーレの仲間。トランスジェンダー。
- ルチアーノ: イヴァン・バッキ（イタリア語版） - ミケーレの仲間。リッカルドのパートナー。
- ルイゼッラ: ロザリア・デ・チッコ（イタリア語版） - ミケーレの仲間。男運が悪い。スーパーのレジ係。
- マッシモ: アンドレア・レンツィ（イタリア語版） - アントニアの夫。高校時代の同級生。
- サンドロ: ルカ・カルヴァーニ（イタリア語版） - ミケーレの仲間。ミケーレに片思い中。
- イズラエーレ: カルミネ・レカーノ（イタリア語版） - ミケーレたちの仲間の新入り。パン屋。

## 作品の評価

### 映画批評家によるレビュー
Rotten Tomatoesによれば、批評家の一致した見解は「よく演じられているソープオペラ。」であり、35件の評論のうち高評価は74%にあたる26件で、平均点は10点満点中6.5点となっている。
Metacriticによれば、16件の評論のうち、高評価は14件、賛否混在は1件、低評価は1件で、平均点は100点満点中69点となっている。

### 受賞歴
| 賞                                   | 部門             | 対象                                      | 結果       |
| ------------------------------------ | ---------------- | ----------------------------------------- | ---------- |
| 第46回ダヴィッド・ディ・ドナテッロ賞 | 主演女優賞       | マルゲリータ・ブイ                        | ノミネート |
| 第56回ナストロ・ダルジェント賞       | 最優秀作品監督賞 | フェルザン・オズペテク                    | ノミネート |
| 第56回ナストロ・ダルジェント賞       | プロデューサー賞 | ティルデ・コルシ ジャンニ・ロモーリ       | 受賞       |
| 第56回ナストロ・ダルジェント賞       | 原案賞           | フェルザン・オズペテク ジャンニ・ロモーリ | 受賞       |
| 第56回ナストロ・ダルジェント賞       | 脚本賞           | フェルザン・オズペテク ジャンニ・ロモーリ | ノミネート |
| 第56回ナストロ・ダルジェント賞       | 主演女優賞       | マルゲリータ・ブイ                        | 受賞       |
| 第56回ナストロ・ダルジェント賞       | 主演男優賞       | ステファノ・アコルシ                      | 受賞       |
| 第56回ナストロ・ダルジェント賞       | 美術賞           | ブルーノ・チェザーリ                      | ノミネート |
| 第56回ナストロ・ダルジェント賞       | 歌曲賞           | ティロマンチーノ 「Due destini」          | ノミネート |